# Вожатый
Вожа́тый — специалист, отвечающий за сохранность здоровья, жизни ребёнка, его развитие в течение всей смены в детском лагере.
Должность «вожатый» входит в Единый квалификационный справочник должностей руководителей, специалистов и служащих (приказ Министерства здравоохранения и социального развития РФ от 26 августа 2010 года № 761н «Об утверждении Единого квалификационного справочника должностей руководителей, специалистов и служащих», раздел «Квалификационные характеристики должностей работников образования»).

## История вожатства в СССР и РФ
Впервые термин «вожатый», применительно к пионерской организации, появился в 1922 году. Первым вожатым в СССР стала девушка - Кухаренко Ольга. Руководителя пионерского отряда тогда называли «пионер-вожатым», «вожатым пионеров». В СССР состав вожатых для пионерских лагерей формировали из комсомольцев. В 1924 году общее количество вожатых в Советском Союзе составляло более 11 тыс. человек.
Начиная с 1925 года было начато формирование особых условий для вожатых. Так, на уровне Совнаркома РСФСР и ЦК Комсомола была утверждена смета на содержание вожатских форпостов. Для вожатых установили систему льгот, приравнивавшую вожатого к должности сельского учителя (льгота была установлена Совнаркомом РСФСР 2 апреля 1926 года). Должность вожатого стала престижной и уже в 1926 году 54 % всех отрядных вожатых СССР составляли молодые рабочие.
С 1927 года была начата централизованная подготовка вожатых, были установлены специализированные семинары, курсы и совещания для вожатых групп, отрядов, форпостов и октябрят. Для старших вожатых были сформированы всесоюзные, республиканские, областные и краевые курсы. Для методистов (работников пионерских кабинетов, домов пионеров, станций и клубов), а также преподавательского и лекторского составов были организованы внешкольные отделения детского коммунистического движения педагогических техникумов и вузов. А также специальная аспирантура для научных сотрудников.
В обучение входили следующие темы: «Вопросы теоретические, педагогические и педологические. Задача социалистического строительства и содержание работы отряда».
Начиная с 1937 года Наркомпрос РСФСР и ЦК Комсомола приняли решение о повышении квалификации вожатых в области коммунистического воспитания. В обучение вожатого стала обязательно входить политическая подготовка, а требование к уровню образования повысилось, для вожатых младших отрядов — не ниже 4-летнего образования, для остальных — не ниже 7-летнего. Помимо этого, от вожатого требовались: отличное знание школьной программы, иметь хорошую ОФП, обладать знаниями строевых занятий и обязательно сдать нормы на значок ГТО.
Во время Великой Отечественной войны для подготовки и переподготовки состава старших пионервожатых были восстановлены республиканские и межобластные школы, а во многих городах были созданы постоянные школы для обучения без отрыва от работы.
На VII пленуме ЦК ВЛКСМ от 17 октября 1951 года была установлена новая система подготовки и переподготовки вожатых для пионеров:
- Центральные курсы пионерских работников
- Отделения учителей (для вожатых при педагогических училищах)
- 6-месячные школы (для переподготовки старших пионерских вожатых)

В начале 1960-х годов после проведения межобластных и республиканских конференций, в которых принимали участие вожатые и комсомольские работники, было принято решение об открытии классов по подготовке старших вожатых более чем в 250 школах СССР. В конце 1960-х годов при школах СССР были созданы школы отрядного вожатого в рамках программы «Ориентир».
С 1962 года в Костромском государственном педагогическом институте и ряде других педагогических вузов были организованы историко-педагогические факультеты («пионерфак»), которые готовили специалистов с высшим образованием по специальности «учитель истории и обществоведения, методист пионерской работы». Первый выпуск состоялся в 1966 году.
На IV пленуме ЦК ВЛКСМ от 28 октября 1975 года было принято постановление, согласно которому рекомендовали более тщательно подойти к процедуре подбора пионерских кадров, а также качественно улучшить состав вожатых. Для развития профессиональных навыков рекомендовали шире использовать возможности лагерей «Артек», «Орлёнок» и иных краевых и республиканских пионерских лагерей.
Начиная с 1980 года старшие пионерские вожатые получали единую форму одежды и новый формат обучения — инструктивно-методический сбор.
В 1986 году под руководством Э. С. Соколовой и В. Л. Павлова была составлена профессиограмма вожатого. Согласно этому документу цель деятельности вожатого определяли целями пионерской организации. Кроме того, делали акцент на роли вожатого в процессе формирования личности у детей. Общая цель, которую должен был преследовать вожатый формулировали как «формирование основ всесторонне развитой личности активного строителя коммунистического общества, подготовка смены и резерва ВЛКСМ».
С 1991 года после роспуска пионерской организации термин «вожатый» не имеет нормативного определения (кроме находящегося в Крыму Международного детского центра «Артек», а также всероссийских детских центров «Орленок», «Океан», «Созвездие» и «Жемчужина России».
Для общеобразовательных учреждений введена должность «старшего вожатого», работающего с детскими общественными объединениями. Но для загородных детских оздоровительных лагерей и иных учреждений отдыха и оздоровления детей должность вожатого — общеупотребима и в повседневной речевой практике чаще заменяет более правильные наименования должностей «воспитатель» или «педагог-организатор».
В настоящее время в законодательстве РФ нет чёткого определения понятия «вожатый», как нет и единых стандартов по их подготовке и требований к физическим и психологическим характеристикам представителей профессии.
В конце 2016 года в Совете Федерации был разработан проект закона, призванного повысить уровень безопасности в сфере детского оздоровительного отдыха и туризма. В рамках закона предполагается создание единых квалификационных требований для работников детских лагерей (в основном, вожатых и воспитателей), с целью сузить круг субъектов, которые могут занять одну из должностей.

## Должностные обязанности
В образовательных организациях (лагерях) вожатые играют одну из важнейших ролей в воспитательных системах.
Вожатый осуществляет педагогическую (воспитательную) и оздоровительную работу с детьми отряда в соответствии с планом работы лагеря. В своей работе вожатый подчиняется начальнику лагеря, старшему вожатому. Рабочий день вожатого — ненормированный, рабочая неделя — 6 дней.
Обязанности вожатого
Организационные:
- Обеспечивает выполнение детьми санитарно-гигиенических норм, контролирует соблюдение ими опрятного внешнего вида, чистоты одежды, установленного порядка в спальных комнатах, иных помещениях жилых корпусов, столовой и на территории лагеря
- Обеспечивает неукоснительное соблюдение детьми дисциплины и порядка в соответствии с установленным режимом
- Организует обязательное участие отряда во всех общелагерных культурно-массовых, спортивно-оздоровительных и трудовых мероприятиях
- Организует дежурство детей в жилых корпусах, столовой, на закреплённой за отрядом территории лагеря
- Следит за чистотой и порядком в комнатах. Организует влажную уборку помещений
- В соответствии с общелагерным составляет отрядный план работы, согласованный со старшим вожатым, и отчитывается в его выполнении
- Участвует в организации и проведении общелагерных мероприятий в соответствии с указаниями старшего вожатого и начальника лагеря

Педагогические:
- Способствует развитию и деятельности детских общественных организаций, объединений, помогает в программировании их деятельности на принципах добровольности, самодеятельности, гуманности и демократизма с учётом инициативы, интересов и потребностей обучающихся (воспитанников, детей)
- Организует коллективно-творческую деятельность
- Обеспечивает условия для широкого информирования обучающихся (воспитанников, детей) о действующих организациях, объединениях
- Создаёт благоприятные условия, позволяющие обучающимся (воспитанникам, детям) проявлять гражданскую и нравственную позицию, реализовать свои интересы и потребности, интересно и с пользой для их развития проводить свободное время. Заботится о здоровье и безопасности доверенных ему обучающихся (воспитанников, детей)
- Своевременно выявляет и разрешает конфликтные ситуации, предупреждает возможные отклонения в поведении детей и подростков
- Изучает и использует передовой опыт работы с детьми и подростками

Ответственность вожатого
- Несёт персональную ответственность за организацию, жизнь и здоровье детей. В случае непредвиденных обстоятельств немедленно сообщает в ближайшее отделение полиции, и ставит в известность начальника лагеря
- Несёт всю полноту юридической ответственности за жизнь, здоровье детей
- Во время работы кружков, спортивных секций, клубов по интересам ответственность за жизнь, здоровье и безопасность детей возлагается на руководителей мероприятий и других ответственных лиц

## Нормативно-правовая основа деятельности вожатого
1. Конвенция о правах ребёнка.
2. Трудовой кодекс РФ.
3. Федеральный закон «Об образовании в Российской Федерации» от 29.12.2012 № 273-ФЗ (последняя редакция).
4. Федеральный закон «Об основных гарантиях прав ребёнка в Российской Федерации» от 24.07.1998 124-ФЗ.
5. Национальный стандарт Российской Федерации ГОСТ Р 52887-2007 «Услуги детям в учреждениях отдыха и оздоровления» с 01.01.2009 г. от 27.12.07 г. № 656.
6. Приказ Министерства образования и науки Российской Федерации от 29 августа 2013 г. № 1008 «Об утверждении порядка организации и осуществления образовательной деятельности по дополнительным общеобразовательным программам».
7. Рекомендации по примерному содержанию образовательных программ, реализуемых в организациях, осуществляющих отдых и оздоровление от 01.04.2014 г. № 09-613.
8. Методические рекомендации по совершенствованию воспитательной и образовательной работы в детских оздоровительных лагерях, по организации досуга детей (приложение к письму № 2 Минобрнауки России от 14.04.2011 г. № МД-463/06).
9. Постановление Главного государственного санитарного врача Российской Федерации от 27 декабря 2013 г. № 73 г. Москва «Об утверждении СанПиН 2.4.4.3155-13 „Санитарно-эпидемиологические требования к устройству, содержанию и организации работы стационарных организаций отдыха и оздоровления детей“».

## Методическое обеспечение
1. В 1924—1990 годах издавался одноимённый журнал «Вожатый» как ежемесячный общественно-политический и методический журнал ЦК ВЛКСМ и Центрального совета Всесоюзной пионерской организации им. В. И. Ленина.
2. Журнал «Вожатый века» (с 2003 г.).
3. Методические, научно-методические сборники всероссийских детских центров «Орленок», «Океан», «Смена», «Артек».
4. «Настольная книга вожатого» — методологическое пособие для вожатых, Москва 2015.
5. Методические рекомендации «Оценка эффективности оздоровления детей и подростков в летних оздоровительных учреждениях» (утв. руководителем Федеральной службы по надзору в сфере защиты прав потребителей и благополучия человека, Главным государственным санитарным врачом РФ Г. Г. Онищенко 22 мая 2009 г. N 01/6989-9-54.